# Renée Pietrafesa Bonnet
Renée Pietrafesa Bonnet (Montevideo, 17 de diciembre de 1938 - Montevideo,  3 de febrero de 2022) fue una compositora, pianista, organista, clavecinista y directora de orquesta franco-uruguaya. Sus composiciones exploran tanto los géneros populares como de vanguardia, incluyendo muy particularmente la música electroacústica. Era apodada cariñosamente como "Reni".

## Biografía
Nació en Montevideo e inició sus estudios musicales con su madre, la pedagoga y pianista Renée Bonnet. Luego se formó con Jörg Demus y J. Turchinsky, en órgano con Ángel Turriziani y composición con Héctor Tosar. 
Fundó la Coral de la Alianza Francesa de Montevideo y la Orquesta de Cámara Ars Musicæ con quienes realizó giras de conciertos por Uruguay y otros países de América Latina. 
Becada por el gobierno francés en 1973 y 1974, cursó estudios en París de música electroacústica en el Groupe de Recherches Musicales con Pierre Schaeffer y en el Studio de Musique Expérimentale del Centre Américain con J. Arriagada. En esa misma ciudad dirigió en 1975, 1976 y 1977 el primer Atelier musical de iniciación a la música electroacústica del Centro Cultural Censier de la Universidad de París y la Orquesta de los Becados Extranjeros del Gobierno Francés. 
Realizó intervenciones musicales en el Museo de Arte Moderno de París y participó en numerosas emisiones de France Culture de la misma ciudad. El film de la cineasta Eva Houdova, Renée Pietrafesa, compositora e intérprete, fue premiado en el Festival de Besanzón. 

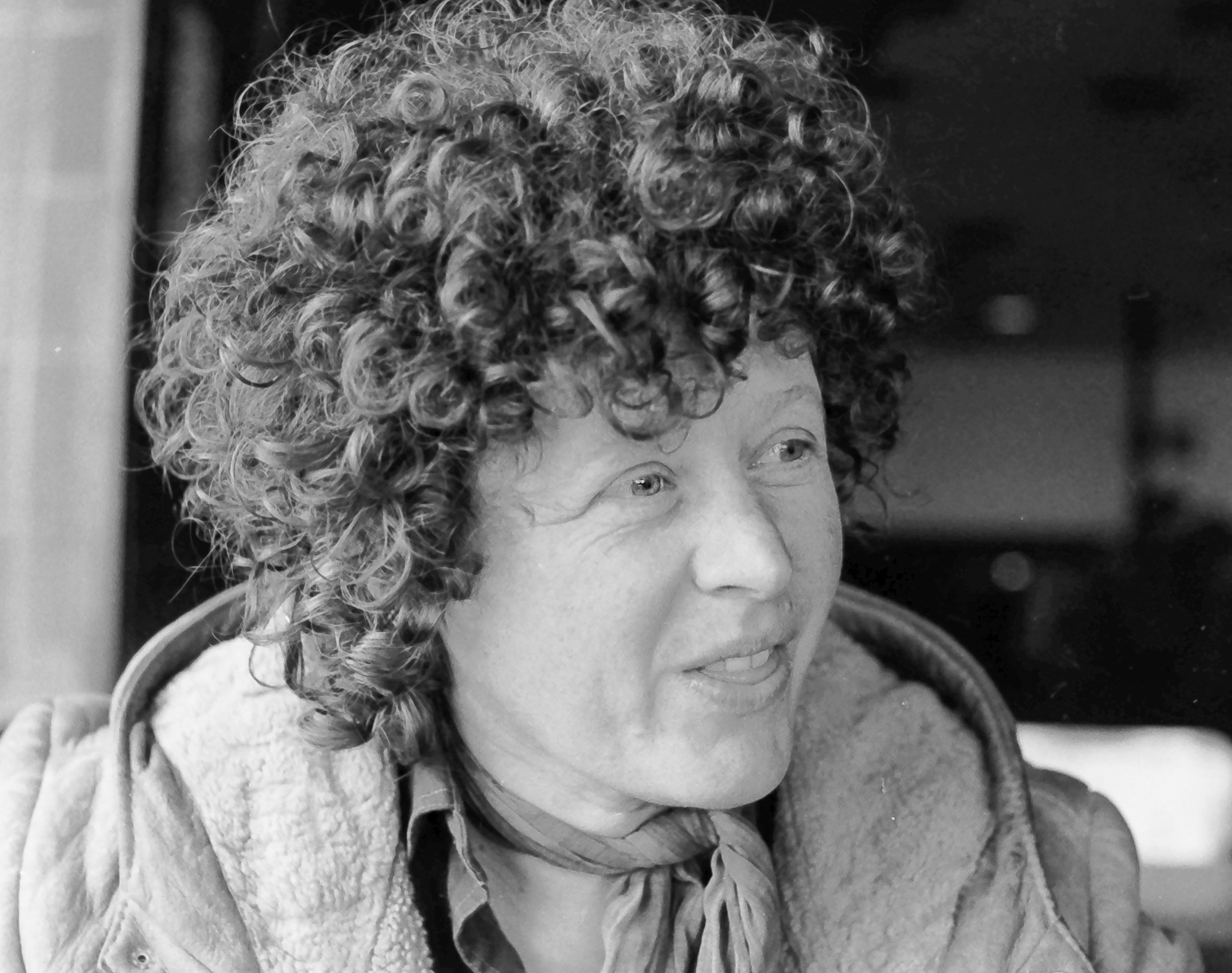
Renée Pietrafesa Bonnet, música y profesora uruguaya

En 1984 Recibió el Premio Florencio de la Crítica Teatral Uruguaya por la música de Electra de Sófocles y fue nombrada Chevalier des Arts et des Lettres por el Ministerio de Cultura de Francia. 
En 1990 fue invitada por el gobierno francés como compositora y pedagoga. 
Participó como intérprete y compositora y directora de orquesta en los intercambios franco uruguayos entre Francia y América Latina. También fue invitada a Alemania por el Musikrat (Consejo Alemán de la Música), a Italia, a España, a Brasil y a Argentina. 
Realizó un concierto excepcional Por la vida en el Teatro Solís de Montevideo, con la colaboración de UNICEF del Uruguay para obtener fondos para los niños en situación de calle. 
Ejecutó en París y Roma junto al maestro Luis Batlle Ibáñez obras del repertorio universal y de su autoría. Realizó igualmente Master Class en varios de los Conservatorios de Francia y conciertos difundiendo obras de compositores latinoamericanos y obras propias. Dirigió orquestas europeas continuando con su labor como pedagoga y artista.
Continuando con su labor de Embajadora de la Música Uruguaya en todos sus géneros participó también en 2000 en el Festival París-Banlieues-Tango como la primera pianista uruguaya de música clásica que interpreta igualmente toda la música popular de Uruguay y de América Latina. 
Realizó conciertos para las Juventudes Musicales con la participación exhaustiva de 600 niños por domingo cumpliendo con una labor didáctica y de difusión únicas en Uruguay, a lo que se sumó su trabajo en su Taller de Música en la televisión estatal uruguaya. Dirige su propia Escuela de Música en la Quinta del Arte, a la par de su tarea como docente pedagogía y práctica de conjunto en la Escuela Universitaria de Música. 
Fundó la Orquesta de Cámara de jóvenes, otra rama del Conjunto Ars Musicæ de Montevideo que había sido fundado por ella en 1964 y cuya finalidad es difundir la música de cámara en todos sus géneros y realizar estrenos de compositores uruguayos. Estrenó sus obras Ritual en Estrasburgo, Quetzal en Manosque, improvisaciones en órganos de diferentes ciudades de Francia y Suiza y homenajes para piano a Héctor Tosar y Renée Bonnet en París. Realizó innumerables obras de teatro en el Uruguay y en Francia. 
Fue nombrada en su país «Mujer del año 2001» en el rubro Mejor Desempeño Musical, y obtuvo el Premio Florencio 2001 de Montevideo por la música de la obra El Hermano Olvidado de Ariel Mastandrea. 
Recibió el premio Morosoli 2005 otorgado por la [Fundación Lolita Rubial por su trayectoria en el campo de la música culta. Es miembro de la SUMC y pertenece al Núcleo Música Nueva. Fue invitada a dirigir la Orquesta Filarmónica de Montevideo y la Orquesta Sinfónica del SODRE de Montevideo y otras Orquestas Sinfónicas en Francia. 
Se editaron varios CD con obras de su autoría, entre ellos Mutabile (Ayuí / Tacuabé), Música acústica, mixta y electroacústica (Sondor), Música para piano y Música de cámara instrumental y sinfónica' dirigida por la propia compositora frente a la Orquesta del CNR de Estrasburgo, La Ossodre y la Filarmónica de Montevideo (AGADU). 
Fundó y dirige el Grupo Barroco de Montevideo. Es autora de obras de calidad, reconocida internacionalmente. Defensora de siempre en realizar la difusión musical con programas heterogéneos que comprendan diferentes estilos y géneros que sirvan al público en su realidad cotidiana recalcando el aspecto didáctico de los mismos, es decir acertar con las necesidades de la gente de hoy.
En 2016 fue reconocida como Ciudadana ilustre por la Intendencia Municipal de Montevideo.